# Corazon Aquino
Corazon Aquino, all'anagrafe Maria Corazon Sumulong Cojuangco-Aquino, nota anche come Cory Aquino (Tarlac, 25 gennaio 1933 – Manila, 1º agosto 2009), è stata una politica filippina.
È stata l'undicesima presidente delle Filippine, in carica dal 1986 al 1992, e la prima presidente donna del continente asiatico. È succeduta, nella sua carica di presidente, a Ferdinando Marcos e ha preceduto Fidel V. Ramos. Era la moglie dell'oppositore di Marcos assassinato Benigno Aquino Jr..

## Biografia
Nata da una ricca famiglia agricola della provincia di Tarlac, a nord di Manila, era figlia del politico Jose Cojuangco e della farmacista Demetria Sumulong. Dopo aver studiato negli Stati Uniti, nel 1955 si unisce in matrimonio a Benigno Aquino Jr., all'epoca giovane e promettente uomo politico di ideologia socialista poi imprigionato sotto l'amministrazione di Ferdinand Marcos fra il 1972 e il 1980 e con il quale Maria Corazon condivide, dal 1980, l'esilio negli Stati Uniti. L'ingresso nella politica attiva delle Filippine di Cory Aquino segue l'assassinio, nel 1983, del marito Benigno che, rientrato in patria, viene ucciso da agenti militari, investendo così la moglie della responsabilità di accentrare su di sé tutta l'attività delle opposizioni al regime.

### La presidenza
Nel 1986 quando Marcos, a sorpresa, indice elezioni democraticamente aperte, Cory Aquino si candida sostenuta dalle opposizioni unite; l'esito ufficiale delle elezioni presidenziali dà come vittorioso il presidente in carica, ma la Aquino e lo stesso Marcos si accusano vicendevolmente di brogli elettorali. Appoggiata dalle Forze Armate che respingono la vittoria elettorale di Marcos, anche a seguito della rivoluzione del Rosario, Cory Aquino viene acclamata Presidente dal comandante delle Forze Armate Juan Ponce Enrile e da Fidel V. Ramos (già generale durante il governo di Marcos e in seguito successore della Aquino alla presidenza), che appoggiano la pretesa di vittoria di Cory Aquino. Nel medesimo giorno, il 25 febbraio 1986, Marcos e la Aquino vengono entrambi proclamati Presidente dai rispettivi sostenitori, ma il giorno stesso il Capo di Stato è costretto all'esilio forzato. Marcos morirà nel 1989, in esilio, alle isole Hawaii.
La sua amministrazione fu caratterizzata dal ritorno del sistema del Pork Barrel (abolito dal suo predecessore), ovvero un contributo di denaro pubblico che i componenti del Congresso e del Senato avevano a disposizione per finanziare progetti di interesse locale. Tuttavia, ciò causò un fenomeno di irrompente corruzione, che la stessa Aquino non fu in grado di gestire. La nuova Presidente, inoltre, vendette oppure distribuì a familiari e amici numerose aziende e proprietà precedentemente appartenute al governo - tra le più importanti vi furono la Philippine Airlines e il Meralco - oltre a ordinare la scarcerazione di ribelli e terroristi arrestati nel corso dell'era Marcos. Divamparono quindi il nepotismo e l'oligarchia.

### Malattia e morte
Malata di cancro al colon, Cory Aquino muore a Manila il 1º agosto 2009. La Presidente in carica, Gloria Arroyo, dichiarò 10 giorni di lutto nazionale. Tutto il Paese appese nastri gialli (il suo colore preferito) a macchine e alberi per commemorarla. È sepolta, insieme al marito, al Manila Memorial Park.